# Kurt Engl
Pour les articles homonymes, voir Engl.
Kurt Engl, né le 16 janvier 1979 à Schwarzach im Pongau (Land de Salzbourg), est un skieur alpin autrichien.

## Coupe du monde
- Meilleur classement final : 61e en 2004 et 2005.
- Meilleur résultat : 5e.